# Ariel Arosh
Ariel Harush (25 de mayo de 1988) es un futbolista israelí que juega de guardameta para el Hapoel Be'er Sheva y el equipo nacional de Israel.

## Carrera
Arosh comenzó a jugar al fútbol en el equipo juvenil del Beitar Jerusalem, ganando el doblete con el equipo juvenil del club en la temporada 2006/2007. 
En la temporada 2008/2009 Arosh fue ascendido al puesto de segundo portero del club como suplente del primer portero, Tvrtko Kale . Arosh hizo su debut con el equipo senior en la liga el 20 de octubre de 2008, en un partido contra el Hapoel Petah-Tikvah en el Estadio Teddy Kollek en la sexta ronda de la Liga Premier. Arosh reemplazó a Kale en el minuto 49, concediendo dos goles en un partido que terminó en empate 2-2. Arosh siguió jugando cuatro partidos más esa temporada, todos en el once inicial, y encajó siete goles más, cuatro de ellos en la derrota  por 4-0 ante el Hapoel Tel Aviv.
En la temporada 2009/2010 , tras la salida del Kale, Arosh se convirtió en el primer portero del Beitar Jerusalem. En enero de 2010 , ganó la Copa Toto con el equipo, manteniendo la portería a cero en el partido final contra el Hapoel Ra'anana. En la liga jugó 35 partidos encajando 44 goles, y Beitar se clasificó para los playoffs por el título, donde terminó en quinto lugar. Al final de la temporada, Arosh ganó el premio "Descubrimiento de la temporada".
Al comienzo de la temporada 2010/2011 , Arosh firmó un nuevo contrato de cinco años con el Beitar Jerusalem, y desde esa temporada ha sido capitán del equipo alternando con Amit Ben-Shushan y Aviram Baruchian. Esta temporada, Arosh volvió a ser titular y jugó los 35 partidos de liga completos, y aunque el Beitar terminó la temporada jugando el play-off por los últimos puestos, finalizando solo en el puesto 11, Arosh registró una buena temporada personal, en la que concedió solo 35 goles en la liga.
Arosh siguió jugando tres temporadas más con el uniforme de Beitar como primer portero y capitán del equipo, pero su relación con la afición del equipo fue mala durante la temporada 2012/2013, por su apoyo a la dirección del equipo cuando fichó a dos jugadores chechenos durante la temporada en contra del deseo  mayoritario de la afición. Los fans del equipo se opusieron a su fichaje por ser musulmanes. La protesta de estos aficionados llegó a su punto álgido al principio de la temporada 2013/2014 , en el partido inaugural del equipo, cuando se lanzaron piedras en dirección a Arosh en el complejo de entrenamiento. Al día siguiente de este hecho se realizó una reunión entre Arosh y unos 30 fanes del grupo, en la que se calmaron los ánimos entre las partes.
El 11 de agosto de  2014, al final de una audiencia de arbitraje entre Ariel Harush y el propietario de Beitar Jerusalem, Eli Tabib, se determinó que Harush sería liberado inmediatamente del club de forma gratuita y recibiría una compensación por la cantidad de tres salarios. El 31 de agosto de 2014, Arosh fichó por dos años con el Maccabi Netanya, con un salario de 130 000 dólares por temporada. El 13 de septiembre de 2014, Arosh hizo su debut con el uniforme del equipo, en una derrota por 1-0 ante el Hapoel Tel Aviv en la primera jornada de la Liga Premier. Durante la temporada el equipo pasó por un proceso de disolución, y al final fue relegado a la Liga Nacional.
El 4 de junio de  2015 , Arosh fichó por tres años en el Hapoel Tel Aviv. El 1 de agosto de 2015 debutó con el club, en un derbi ante el Maccabi de Tel Aviv en la Copa Toto. Arosh comenzó la liga jungando en la primera jornada de la Liga Premier un partido contra su equipo juvenil, el Beitar Jerusalem, en el Estadio Teddy Kollek, que terminó en un empate 0-0, pero luego se lesionó la espalda y no jugó durante más durante cuatro meses. El 16 de enero de 2016, Arosh regresó a las canchas en partido contra el ante elHapoel Kfar Saba en el Estadio de Bloomfield, e hizo un total de 16 apariciones en la liga en su primera temporada con el equipo. Pero al final firmó un contrato con un salario recortado hasta final de temporada, y comenzó a actuar como capitán del equipo. Al final de la temporada, después de que el equipo perdiera nueve puntos debido a la disolución, el Hapoel Tel Aviv descendió a la liga nacional.
El 6 de julio de  2017, Arosh fichó por una temporada con el Anorthosis Famagusta de la Liga Chipriota.
| Equipo               | País         | Año               |
| -------------------- | ------------ | ----------------- |
| Beitar Jerusalén     | Israel       | 2007 - 2014       |
| Maccabi Netanya      | Israel       | 2014 - 2015       |
| Hapoel Tel Aviv      | Israel       | 2015 - 2017       |
| Anorthosis Famagusta | Chipre       | 2017 - 2018       |
| Hapoel Be'er Sheva   | Israel       | 2018 - 2020       |
| Sparta de Róterdam   | Países Bajos | 2019 - 2020       |
| FC Nitra             | Eslovaquia   | 2020 - 2021       |
| Sportclub Heerenveen | Países Bajos | 2021              |
| Hapoel Be'er Sheva   | Israel       | 2021 - Actualidad |

### Selección nacional
Arosh hizo 13 apariciones con el equipo nacional junior israelí, y en 2010 fue llamado a la selección nacional israelí senior por primera vez. El 26 de mayo de 2012 debutó con la selección nacional, en un partido amistoso contra la República Checa que terminó con una derrota por 2-1.
El 27 de marzo de 2017 fue suspendido junto con Tomer Hemed de la selección nacional de Israel debido a las críticas dirigidas al nivél profesional.

## Títulos
Beitar Jerusalén
- Campeonato Estatal: 2007-2008
- Copa de Israel: 2007-2008, 2008-2009
- Copa Toto: 2009-2010